# Erwin Piscator

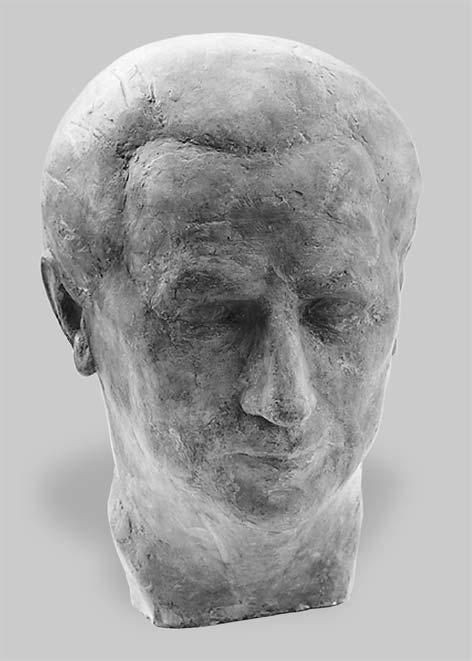
Erwin Piscator par Hermann zur Strassen (1958).

Erwin Piscator (Greifenstein, 17 décembre 1893 – Starnberg, 30 mars 1966) est un metteur en scène et producteur de théâtre allemand de la première moitié du XXe siècle.
Communiste, il a créé le théâtre prolétarien.

## Biographie

### Jeunesse et formation
Erwin Piscator est né dans une famille calviniste de Hesse. Il descend de Johannes Piscator, un théologien protestant, traducteur de la Bible, qui a latinisé son nom vers 1600.

### Carrière
En 1918, il rejoint le groupe des dadaïstes berlinois. Il est un des premiers artistes à adhérer au Parti communiste d'Allemagne et fonde le théâtre prolétarien, qui vise à propager l'idée de lutte des classes. 
De 1924 à 1927, il est le metteur en scène attaché à la Volksbühne, qui est un des théâtres les plus connus de Berlin. Il y monte le drame de Friedrich von Schiller Les Brigands. Il fait jouer les comédiens dans des costumes modernes, ce qui choque beaucoup à l'époque, car on interprète ce parti pris de mise en scène comme un appel à la révolution. 
En 1927, il demande à Walter Gropius, le fondateur du Bauhaus, de lui concevoir un théâtre. Ce dernier crée le « théâtre total » dont la scène est mobile et totalement modulable (une configuration frontale et deux configurations centrales). Les murs devaient pouvoir être utilisés pour des projections d'images et de films, dans une optique documentaire et historique. Ce bâtiment devait rendre possible le théâtre immersif voulu par Piscator et Gropius, où le public peut activement intervenir sur scène et participer aux événements. Mais les deux hommes ne trouvent pas de commanditaire financier assez puissant, et ce projet reste une vision théâtrale inachevée.
En 1928, il met en scène une adaptation du célèbre roman de l'auteur tchèque Jaroslav Hašek, Le brave soldat Chveik. Il collabore avec le peintre expressionniste George Grosz pour les décors et avec un autre metteur en scène allemand, Bertolt Brecht. Il utilise pour cette mise en scène un plateau tournant, qui permet des changements de décors plus simples, mais aussi plus techniques et à vue. 
Avec l'arrivée des nazis au pouvoir en 1933, Piscator fuit l'Allemagne pour la France, puis les États-Unis. En 1934, il réalise le film soviétique Revolt of the Fishermen (Vosstaniye rybakov). Victime de la chasse aux sorcières pendant les années 1950, notamment à cause de son théâtre prolétarien, il finit par retourner en Allemagne et s'installe en RFA, malgré ses opinions politiques.

### Archives
Les archives d'Erwin Piscator sont déposées et consultables à bibliothèque de l'université du Sud de l'Illinois.

## Théâtre et politique
Erwin Piscator est un metteur en scène qui se sert du théâtre comme outil politique.
Il aimait dire que la génération 1914 était morte pendant la guerre, même si elle n’avait pas péri sous les obus. Après un tel cataclysme, les hommes et le théâtre (très populaire à l'époque) ne peuvent plus être les mêmes. Erwin Piscator utilise donc le théâtre pour reconstruire l’histoire. Il pense en effet que la vie des gens est marquée par le conditionnement économique et social. C’est donc l’histoire qui est importante dans le théâtre. Plus tard, il s’engagea dans le dadaïsme. 
Piscator cherche à informer son public par ses pièces de théâtre, et a la volonté réelle de mettre en scène la réalité sociale de son époque. Il n'hésite pas à diffuser des documentaires et des photos qui ajoutent une information supplémentaire. En fait, pour Piscator, l'important n'est pas la pièce en elle-même, mais le résultat informatif. Le théâtre est ainsi utilisé comme média pour véhiculer un message prolétarien. À cet effet, Piscator a aussi fondé la RRR (Revue Roter Rummel) en 1924, croisement entre une revue de propagande politique et une pièce de théâtre.
Le théâtre documentaire est une spécialité de Piscator. Il a par exemple mis en scène une pièce de Peter Weiss écrite à partir du protocole du procès des tueurs d'Auschwitz. Il a aussi mis en scène Le Vicaire, une pièce de Rolf Hochhuth mettant en cause l'attitude du pape Pie XII (et plus largement de l'Église catholique romaine) durant la Seconde Guerre mondiale.

## Œuvres
- Piscator, Erwin. Le théâtre politique suivi de Supplément au théâtre politique. traduit de l'allemand par Arthur Adamov et Claude Sebisch. L'Arche . Paris, 1962, 1972. Collection Le sens de la marche,
- Erwin Piscator. Le théâtre politique 1920-1966 (Exposition). Het politiek teater 1920-1966 (Tentoonstelling). The political theater 1920-1966 (Exhibition). École nationale supérieure d'architecture et des arts visuels, Hotel van de Velde, Bruxelles, 24.9.-24.10.1972. Archives d'Architecture Moderne, Bruxelles 1972,

### Francophone
- Diaz Sylvain, Ivernel Philippe, Kuntz Hélène et al, « Mettre en scène l’événement. Tretiakov, Weiss, Brecht, Gatti, Vinaver, Paravidino, Jelinek… », Études théâtrales, N° 38-39,‎ 2007 (lire en ligne),
- Sylvain Diaz, « Le théâtre documentaire : théâtre de la révolution, théâtre révolutionnaire », La Révolution mise en scène,‎ 2012, p. 299-309 (lire en ligne)
- Jean-Michel Palmier, Piscator et le théâtre politique (en collaboration avec Maria Piscator), Paris, Payot, coll. « Critique de la politique », 1983, 212 p. (ISBN 978-2-228-13100-1).

### Anglophone
- (en-US) Alfred Joseph Loup III, The Theatrical Productions of Erwin Piscator in Weimar Germany: 1920-1931, Louisiana State University and Agricultural & Mechanical College, 1972, 339 p. (lire en ligne)

### Germanophone
- (de) Oliver Bendel, Das revolutionäre Arbeitertheater der Weimarer Zeit : Theater als Instrument kommunistischer Propaganda, Universität Konstanz, mars 1996, 63 p. (lire en ligne)